# Guillermo VIII de Aquitania
Guillermo VIII de Aquitania (Castillo de Chizé, 1023-25 de septiembre de 1086) o «de Poitiers», también llamado Guy-Geoffroi por su padrastro Geoffroi Martel (Godofredo II de Anjou).
Hijo de Guillermo V de Aquitania y de Inés de Borgoña, fue conde de Poitiers y duque de Aquitania con el nombre de Guillermo VIII de 1058 a 1086. Sucedió a su hermano Guillermo V de Poitiers, l'Aigret [el Águila].
Tomó en 1060 la ciudad de Toulouse a su conde, que había atacado Burdeos. Tras un intento fracasado en 1061, en que fue derrotado cerca de Boutonne por los hijos de Godofredo II de Anjou, conquistó Saintes y obtuvo el control de la Saintonge desde 1062. Esto le permitió conectar fácilmente sus dos capitales, Poitiers y Burdeos. En 1063 restauró su autoridad teórica en Gascuña venciendo a Géraud II, conde de Armañac.
Comandó también en 1063 la cruzada de Barbastro: tras el llamamiento del papa Alejandro II, fuerzas italianas y francesas combatieron a los musulmanes de la taifa de Lérida y conquistaron la ciudad de Barbastro. Este suceso tuvo una gran repercusión en Occidente.
Mandó construir un monasterio dedicado a San Juan Evangelista en Poitiers, la abadía de Montierneuf, que confió a la orden de Cluny.

## Matrimonios
- Casó en primeras nupcias con Garsenda de Périgord en enero de 1044, que le aportó en dote sus derechos sobre el ducado de Gascuña. La repudió en 1058.

- Contrajo matrimonio con Matilde en 1058 o 1059, con quien tuvo una hija llamada Inés de Aquitania. También la repudió, hacia 1068.

- Finalmente, se casó con Audéarde de Borgoña, hija del duque Roberto I de Borgoña en marzo de 1069. Tuvieron por hijos a: Inés de Aquitania (esposa de Pedro I de Aragón) y a Guillermo IX de Aquitania (a) el Trovador.

| Predecesor: Guillermo VII de Aquitania (y V de Poitiers) | Duque de Aquitania 1058 - 1086 | Sucesor: Guillermo IX de Aquitania (y VII Poitiers)    |
| Predecesor: Guillermo V de Poitiers (y VII de Aquitania) | Conde de Poitiers 1058 - 1086  | Sucesor: Guillermo VII de Poitiers (y IX de Aquitania) |
| Predecesor: Bernardo II                                  | Duque de Vasconia 1052 –1086   | Sucesor: Guillermo IX                                  |